# Delphyre dizona
Delphyre dizona là một loài bướm đêm thuộc phân họ Arctiinae, họ Erebidae.